# Бустрофедон

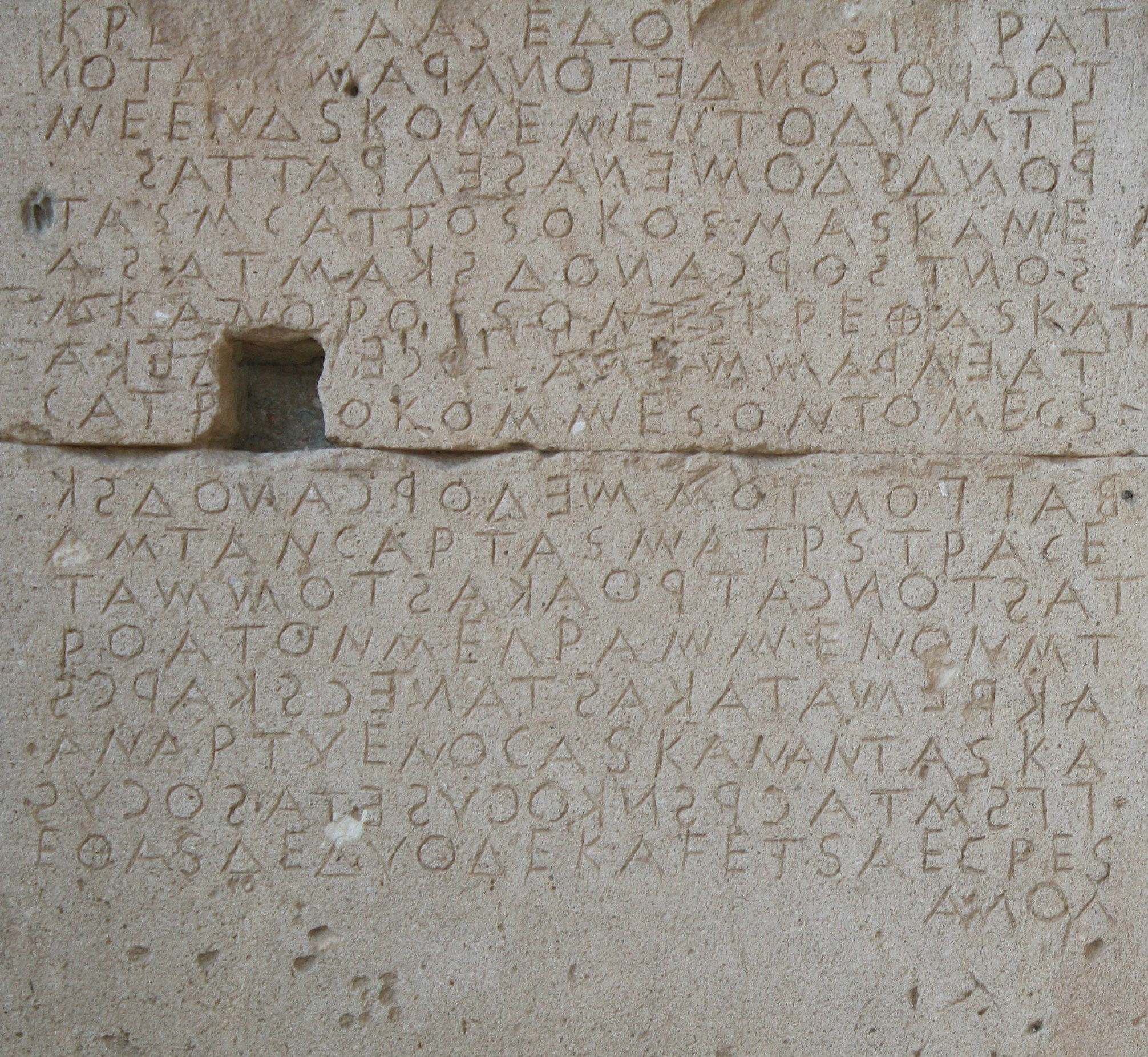
Зразок тексту, записаного бустрофедоном — гортинські закони.

Демонстрація принципу бустрофедона текстом цієї статті

Бустрофедо́н (від дав.-гр. βοῦς — бик та στρέφω — повертаю) — спосіб письма, при якому його напрямок чергується залежно від порядку рядка, тобто якщо перший рядок пишеться зліва направо (як у латиниці чи кирилиці), то другий — справа наліво (як в івриті чи арабському письмі), третій — знову зліва направо і т. д. Такий хід письма нагадує рух бика з плугом на полі. При зміні напрямку письма букви писалися дзеркально. Оригінальний термін походить із давньогрецької мови: βουστροφηδόν, boustrophēdón, композит від βοῦς, bous, «віл»; στροφή, strophḗ, «поворот»; і прислівниковий суфікс -δόν, -dón, «як, на кшталт» — тобто «як віл обертається [під час оранки]».
Бустрофедон зустрічається в пам'ятках лувійського, південноаравійського, етруського, грецького письма (який ставав все менш популярним протягом елліністичного періоду), раннього латинського письма, сафаїтська та сабейськата писемності, малоазійських алфавітів та інших писемних систем.

## Зворотний бустрофедон
Дерев'яні дощечки та інші різьблені артефакти Рапа-Нуї також містять бустрофедонічне письмо під назвою Ронго-ронго, яке залишається нерозшифрованим. У Ронго-ронго текст у рядках, що чергується, був повернутий на 180 градусів, а не віддзеркалювався; це називається зворотним бустрофедоном.
Читач починає з нижнього лівого кута дощечки, читає рядок зліва направо, потім повертає її на 180 градусів, щоб знову перейти до наступного рядка зліва направо. При читанні одного рядка, рядки над і під ним стають перевернутими. Однак написання продовжується на другій стороні дощечки в точці, де вона закінчується першою, тому якщо перша сторона має непарну кількість рядків, друга буде починатися у верхньому лівому куті, а напрямок написання зміщується зверху вниз. Більші таблички та плити можна було прочитати без перевертання, якщо читач міг читати догори дном.
Угорський фольклорист Дьюла Себестьєн (1864—1946) пише, що стародавнє письмо бустрофедон нагадує те, як пастухи виготовляли угорські палиці роваш для староугорського письма. Дерев'яну паличку виконавець тримає в лівій руці, правою рукою вирізає літери справа наліво. Коли перша сторона готова, він перевертає палицю вертикально і починає робити надрізи на протилежній стороні таким же чином. При горизонтальному розгортанні (як у випадку з висіченими на камені бустрофедонськими написами) кінцевим результатом є письмо, яке починається справа наліво та продовжується зліва направо в наступному рядку, при цьому літери перевернуті догори дном. Себестьєн припускає, що стародавні бустрофедонські письмена були скопійовані з таких дерев'яних паличок із вирізаними літерами, які застосовувалися для епіграфічних написів (не визнаючи справжнього значення оригінального дерев'яного шрифту).

## Приклад ієрогліфіки лувійської мови
Лувійська мова мала версію, ієрогліфічну лувійську мову, яка читалася в стилі бустрофедон (більшість мови була записана клинописом).
Ієрогліфіка лувійської мови читається бустрофедоном, при цьому напрямок будь-якої окремої лінії вказує на якусь передню частину тварин або частин тіла, що утворюють певні ієрогліфи. Однак, на відміну від єгипетських ієрогліфів з їх численними ідеограмами та логограмами, які показують легку спрямованість, лінійний напрямок тексту в ієрогліфічній лувійській мові важче побачити.

## Інші приклади
Сучасним прикладом бустрофедоніки є схема нумерації ділянок у межах оглядових містечок у Сполучених Штатах і Канаді. В обох країнах оглядові містечка поділені на сітку 6 на 6 із 36 секцій. У системі громадського обстеження земель США, Секція 1 містечка знаходиться в північно-східному куті, і нумерація відбувається бустрофедонічно, доки не буде досягнуто секції 36 у південно-східному куті. Домініон Канади також використовує бустрофедонічну нумерацію, але починається з південно-східного кута. За подібною схемою нумерація вулиць у Сполученому Королівстві іноді відбувається послідовно в одному напрямку, а потім повертається в іншому (той самий метод нумерації використовується в деяких містах материкової Європи). Це відрізняється від більш поширеного методу, коли непарні та парні числа на протилежних сторонах вулиці збільшуються в одному напрямку.
Писемність авоіулі, яка використовується на острові Пентекост у Вануату, написана бустрофедонічною схемою.
Крім того, індське письмо, хоча й досі не розшифроване, може бути написане бустрофедонічною мовою.
Іншим прикладом є перетворення бустрофедона, відоме в математиці.
Постійні зуби людини нумеруються в бустрофедонічній послідовності в американській універсальній системі нумерації.
В історії мистецтва Мерилін Аронберг Лавін прийняла цей термін для опису типу наративного напряму, який може прийняти цикл настінного живопису: «Бустрофедон знаходиться на поверхні окремих стін [лінійних], а також на одній або кількох протилежних стінах [антенних]. Розповідь читається на кількох рівнях, спочатку зліва направо, потім справа наліво або навпаки».
У сконструйованих мовах
Конструйована мова іткуїль використовує сценарій бустрофедон.
Атлантська мова, створена Марком Окрандом для фільму Disney 2001 року «Атлантида: Загублена імперія», написана бустрофедоном, щоб відтворити відчуття текучої води.
Мова коду, що використовується в The Montmaray Journals, Kernetin, написана бустрофедонічною мовою. Це поєднання корнської та латинської мов і використовується для таємного спілкування.
У пізніх творах Дж. Р. Р. Толкін стверджує, що багато ельфів були двосторонніми і, як такі, писали зліва направо або справа наліво за потреби.